# アイランドアイ
アイランドアイは、福岡アイランドシティにある複合施設。

## 概要
2020年3月27日、福岡アイランドシティに開業。

## 施設
- 福岡アイランドシティフォーラム
- アイランドアイコートMIRAIBA
- 歌劇ザ・レビューシアター
- テリハダイニング
- アイアイロード
- The358